# Simbolika slobodnog zidarstva
Simbolika slobodnog zidarstva predstavlja sustav simbola (znakova, slika i metafora) koje se koriste za prijenos moralnih, duhovnih i filozofskih poruka unutar slobodnog zidarstva. Ona je ključni dio slobodnozidarskog obrazovnog metoda i služi za osobni razvoj pojedinca kroz simbolično razumijevanje i iskustveno učenje. Slobodno zidarstvo je organizacija filantropske, obrazovne, filozofske i progresivne naravi. Njezin je obrazovni sustav u potpunosti utemeljen na ritualima i simbolici. Proizašla iz operativnog zidarstva i srednjovjekovnih cehova klesara, simbolika slobodnog zidarstva oslanja se na alatke koje su koristili zidari, klesari i arhitekti tog vremena. Većina simbola u slobodnom zidarstvu potječe iz tog obrtničkog konteksta, dok su neki preuzeti iz drugih izvora i integrirani u bratstvo. Zbog značajne uloge slobodnog zidarstva, mnogi od tih simbola danas se smatraju klasičnim slobodnozidarskim znakovima.
Pojam simbol potječe od grčke riječi symbolon (σύμβολον) i označava vrstu znaka u kojem konkretna stvarnost (ono što se može vidjeti ili dodirnuti) predstavlja nešto apstraktno — poput religija, nacija, količine vremena ili materije — na temelju konvencije, sličnosti ili značenjske povezanosti. Primjerice, križ simbolizira kršćanstvo jer je povezan s Kristovom smrću, predstavljajući dio cjeline koja nosi dublje značenje.
Slobodno zidarstvo podijeljeno je na stupnjeve, a svaki stupanj nosi vlastite pouke, simbole i rituale. Oni se određuju prema konkretnom slobodnozidarskom obredu, kao i prema velikoj loži ili vrhovnom vijeću kojem pripada određena loža. Budući da nije dogmatsko, slobodno zidarstvo izbjegava davati jedinstvena i konačna tumačenja simbola, ostavljajući članovima širok prostor za osobno razmišljanje i zaključivanje. Čak je i Albert Pike u predgovoru svog djela Moral i dogma napisao:
»Svatko ima potpuno pravo odbaciti i ne složiti se s bilo čim u ovom djelu što mu se čini neistinitim ili pogrešnim.«

## Tri velika svjetla
Slobodno zidarstvo temelji svoje zakone na temeljnim načelima, s posebnim naglaskom na model iz Andersonovih Konstitucija. Riječ je o nizu pravila koja upravljaju slobodnim zidarstvom još od njezinih početaka i do danas čine osnovu konstitucija slobodnozidarskih nadležnosti diljem svijeta.
Među brojnim simbolima prisutnima u svjetskom slobodnom zidarstvu, neki su neizostavni za održavanje sastanaka u loži. Prema drevnim međašima, posebno se naglašavaju sljedeće odredbe:
- Očuvanje tri velika svjetla slobodnog zidarstva: primjerak svete knjige, kutnik i šestar, koji moraju uvijek biti vidljivi na svakom sastanku lože;
- Obvezno nošenje pregače tijekom sjednica.

Bez prisutnosti primjerka svete knjige, kutnika i šestara te masonske pregače, loža ne može održavati valjane sastanke. Ova tri osnovna simbola — primjerak svete knjige, kutnik i šestar — čine simboličku trojku poznatu pod nazivom tri velika svjetla slobodnog zidarstva.

### Sveta knjiga
Svezak svetog zakona, poznata i kao sveta knjiga, prvo je od tri velika svjetla u slobodnom zidarstvu. Jedno od temeljnih načela koje poštuju sve masonske sile u svijetu jest vjera u Vrhovno biće – Stvoritelja svemira – kojeg slobodni zidari nazivaju Velikim arhitektom Svemira.
Sveta knjiga simbolizira povezanost slobodnig zidara s tim božanskim bićem i s duhovnošću općenito. No, slobodnozidarski propisi, konstitucije ni međaši ne propisuju koja točno knjiga mora biti postavljena na oltar. Ona može biti bilo koja sveta knjiga religije koja priznaje Boga kao stvoritelja – ovisno o vjeri pojedinca ili o vjerskom sastavu same lože. Za kršćanina to može biti Biblija, za muslimana Kuran, za židova Tora itd. Zbog toga se prisege u slobodnom zidarstvu uvijek polažu na knjigu koja odgovara osobnoj vjeri onoga koji priseže. U ložama gdje su članovi različitih religijskih pripadnosti, na oltar za prisegu postavlja se više svetih knjiga, kako bi svaki slobodni zidar mogao položiti prisegu na vlastitu. Primjerice, u Kući Hrama (sjedištu Vrhovnog vijeća Škotskog obreda Južne jurisdikcije SAD-a), na oltaru se nalazi čak osam svetih knjiga. No, bez obzira na naziv ili sadržaj, sve se one simbolički nazivaju Knjiga Zakona.
Ovaj neutralni naziv koristi se kako bi se izbjegao bilo kakav oblik vjerske isključivosti. Kad bi se, primjerice, koristio naziv "Biblija" ili "Kuran", to bi narušilo ekumenski i univerzalni karakter slobodnog zidarstva. Jedini uvjet je da knjiga stvarno predstavlja svete spise priznate religije i da se u njoj spominje Bog. Kao što slobodno zidarstvo ne propisuje točno određenu knjigu, tako ne nameće ni jedinstvenu definiciju Boga. Svakom se članu priznaje osobno poimanje božanskoga. Umjesto riječi "Bog", slobodni zidari koriste "Veliki graditelj svih svjetova", kao simbol svevišnje sile, poštivajući osobnu vjeru i razumijevanje svakog pojedinca.

### Kutnik i šestar
Kutnik je nacrtni alat koji se koristi u građevinarstvu za precizno crtanje okomitih linija pod kutom od 90 stupnjeva. On nastaje spajanjem vertikalne i horizontalne linije, a u slobodnom zidarstvu ima snažno simboličko značenje. Kao simbol, kutnik predstavlja ispravnost i pravednost – on upućuje na to da ljudsko ponašanje treba biti usmjereno prema "ravnoj liniji", tj. prema etičkom i moralnom djelovanju. Izražava ideju nepristranosti, točnosti i čvrstoće karaktera, a simbolizira moral, ispravnost i konkretno djelovanje u svijetu.
Kutnik je također znak dužnosti starješine – osobe koja vodi ložu. On ga nosi kao znak svoje odgovornosti da upravlja ložom po načelima pravednosti. Kutnik koji koristi starješina ima desnu krak duži od lijevog, čime se simbolizira njegova aktivna uloga u vođenju i djelovanju. Neke starješine nose i inačicu ovog simbola koja uključuje Pitagorin poučak unutar kutnika, što predstavlja dosezanje znanja – posebno geometrije, znanosti koja se u slobodnom zidarstvu smatra najuzvišenijim oblikom spoznaje.
Šestar, s druge strane, također je alat za crtanje, koristi se za iscrtavanje kružnica te za mjerenje i prijenos udaljenosti. U simbolici slobodnog zidarstva on označava duh, misao i različite oblike razmišljanja, kao i relativnost (kružnica) koja proizlazi iz apsolutne točke u središtu. Kružnice koje se iscrtavaju šestarom predstavljaju masonske lože, dok najosnovniji simbol koji se može izvesti šestarom – kružnica sa središnjom točkom – simbolizira Sunce, odnosno izvor svjetlosti i života.
Zajedno, kutnik i šestar čine temelj slobodnozidarske simbolike, utjelovljujući ravnotežu između materijalnog i duhovnog, morala i uma, djelovanja i promišljanja. Budući da je šestar pokretan, a kutnik nepokretan, ova razlika među njima stvara još jednu važnu dualnost – onu između aktivnog i pasivnog, što je temeljni koncept u simbolici slobodnog zidarstva.
Kombinacija kutnika i šestara čini najprepoznatljiviji simbol slobodnog zidarstva. Oni ukazuju na to da je cijeli poredak slobodnog zidarstva izgrađen na filozofiji temeljitoj na alatima klesara i drevnih graditelja. Ovaj simbol, koji se nalazi na masonskim oznakama, zgradama i raznim predmetima, jedan je od najrasprostranjenijih i najlakše prepoznatljivih simbola. Niti jedna loža ne može održavati sastanak bez kutnika i šestara jasno prikazanih na otvorenoj svetoj knjizi – zbog čega ovaj simbol ima iznimno važno i emblematsko značenje u slobodnom zidarstvu. Osim zajedničkog značenja, svaki od ovih simbola nosi i posebno značenje.
Kutnik simbolizira materijalnost i djelovanje čovjeka u svijetu, dok šestar simbolizira duhovnost, misao i transcendenciju. Kada su prikazani zajedno, njihovo međusobno raspoređivanje otkriva i stupanj rada lože. U loži učenika, kutnik je iznad šestara. U loži pomoćnika, šestar i kutnik su isprepleteni. U loži majstora, šestar leži iznad kutnika. Ovo postepeno mijenjanje položaja simbola simbolizira uzdizanje duha iznad materije – ideju duboko ukorijenjenu u platonističkoj filozofiji, koju slobodno zidarstvo baštini i prenosi kroz svoje rituale i simboliku.

## Stupovi
U arhitekturi, stup je građevinski element koji prenosi vertikalna opterećenja (lukove, arhitrave, svodove) prema temeljima. Predstavlja potporu viših struktura i pruža stabilnost cjelokupnoj građevini. U simboličkom smislu, stupovi u slobodnom zidarstvu imaju slično značenje – oni su potpora bratstvu i simboliziraju temeljne vrline. Slobodno zidarstvo se oslanja na dvije tradicije stupova: stupove Hrama kralja Salomona, i stupove iz starogrčke arhitekture, odnosno klasične arhitektonske redove.

### Tri mala svjetla
Tri klasična grčka reda – dorski, jonski i korintski – čine ono što se u masoneriji naziva tri mala svjetla. Dorski stup, najjednostavniji i najsnažniji, s ravnim i čvrstim linijama, simbolizira snagu i povezuje se sa starijim nadzornikom. Korintski stup, najbogatije ukrašen, s motivima akantovog lišća, predstavlja ljepotu i pripada mlađem nadzorniku. Jonski stup, prepoznatljiv po elegantnim volutama (spiralama) na kapitelu, označava mudrost i simbol je starješine.

### Boaz i Jahin
Boaz i Jahin dva su bakarna stupa koje su se nalazile ispred Salomonova hrama, poznatog kao Prvi Hram u Jeruzalemu. Masonski hram uvelike je inspiriran upravo ovim biblijskim hramom. U slobodnom zidarstvu, ova dva stupa označavaju ulaz u hram. Njihov položaj može varirati – ponekad se nalaze izvan, a ponekad unutar hrama. Njihova uloga je podjela prostora hrama na tri dijela, simbolično odražavajući različite stupnjeve slobodnozidarskog puta. S lijeve strane, uz stup Boaz (B), nalaze se učenici (prvi stupanj). S desne strane, uz stup Jahin (J), smješteni su pomoćnici (drugi stupanj). Između stupova, u središnjem dijelu, nalaze se majstori i oltar za prisegu, na kojem su postavljena tri velika svjetla: primjerak svete knjige, kutnik i šestar. U nekim obredima, položaji učenika i pomoćnika mogu se zamijeniti, ovisno o tradiciji pojedinog rituala. Inspiraciju za ove stupove slobodni zidari nalaze u Bibliji, u Prvoj knjizi o Kraljevima (1 Kr 7,1–22), gdje su opisani izvorni Salomonovi stupovi. U masonskim hramovima, ovi su stupovi izrađeni od bronce, a na vrhovima su ukrašeni šipcima (simbol obilja), ljiljanima (simbol čistoće) i lancima (simbol povezanosti i snage zajedništva).
Boaz je biblijska ličnost iz Starog zavjeta, spominje se u Knjizi o Ruti i u Prvoj knjizi Ljetopisa. Bio je član plemena Jude, sin Salmonov i pradjed kralja Davida. Njegovo ime na hebrejskom jeziku glasi בועז (Boʿaz) i može se prevesti kao "u snazi", "u njemu je snaga" ili jednostavno "biti snažan". Jahin (poznat i kao Jakin) dolazi iz hebrejskog izraza "Jah" – što označava Boga, te "iachin", što znači "ustanovit će". Dakle, Jahin znači "Bog će ustanoviti" ili "Bog će učvrstiti".
Stupovi Boaz i Jahin, koji čuvaju ulaz u slobodnozidarski hram, ukrašeni su simboličkim elementima: šipcima, ljiljanima i lancima. Šipak (nar) je kroz povijest bio snažan simbol u kršćanstvu, a koristili su ga mnogi sveci i pape kao metaforu duhovnog života. Primjerice, sveti Grgur iz Nise uspoređuje kršćanski život sa šipkom: tvrda i neugledna kora skriva slatku, bogatu i lijepu unutrašnjost, baš poput duhovnog života koji je skroman izvana, ali ispunjen iznutra. U crkvenom simbolizmu, šipak predstavlja dobročinstvo, poniznost i jedinstvo. Zbog mnoštva sjemenki koje se nalaze u jednoj plodnoj cjelini, šipak je postao simbol obilja, zajedništva i plodnosti. Zbog sličnosti s oblikom vulve, u nekim se kontekstima povezuje i s plodnošću u širem smislu. Ljiljani su također preuzeti iz kršćanske simbolike, gdje bijeli cvijet predstavlja čistoću, nevinost i djevičanstvo – često se poistovjećuje s djevičanskom mladošću. Ipak, ljiljani spomenuti u Bibliji najvjerojatnije nisu bili bijeli, već crvenkasti cvjetovi, a upravo takve je Hiram Abif, mitski arhitekt Salomonova hrama, koristio za ukrašavanje stupova. Stupovi su omotani s sedam karika lanca, a broj sedam ima snažnu simboliku u judeokršćanskoj tradiciji – često se povezuje s božanskim redom, stvaranjem i posvećenjem. Lanci se mogu tumačiti dvojako: kao sjećanje na prošli život u okovima, simbolizirajući neznanje i ograničenja prije pristupanja slobodnom zidarstvu ili kao poveznice bratstva, koje označuju snažne veze i solidarnost unutar bratstva.

### Zodijački stupovi
Na kraju, unutrašnjost masonskog hrama krase i dvanaest stupova postavljenih uzduž sjeverne i južne strane. To su tzv. zodijački stupovi, a svaki od njih simbolizira jedan od dvanaest znakova zodijaka: Ovan, Bik, Blizanci, Rak, Lav, Djevica, Vaga, Škorpion, Strijelac, Jarac, Vodenjak i Ribe. Svaki od ovih stupova nosi astološki simbolizam i tumačenja u skladu s slobodnozidarskim pogledom na svemir, čovjeka i njegov položaj u kozmičkom poretku. Ovi stupovi simbolički podupiru svod masonskog hrama, koji pak predstavlja nebeski svod – nebo kao duhovna sfera. U takvom rasporedu, cijeli hram postaje metafora svijeta, odražavajući ideju da je masonski prostor mikrokozmos – mali svemir u kojem se zrcali red, harmonija i univerzalni zakoni prirode.

## Alati slobodnih zidara
Riječ zidar (engl. mason) izravno upućuje na povijesne korijene slobodnog zidarstva, koje crpi svoju simboliku iz svijeta srednjovjekovnih graditelja katedrala, dvoraca i utvrda. Osim kutnika i šestara, mnogi drugi zidarski alati imaju duboko simboličko značenje u slobodnom zidarstvu.

### Čekić i dlijeto
Čekić i dlijeto su dva alata neodvojiva u rukotvorinama, bilo da je riječ o radu s kamenom, drvetom ili drugim materijalima – a koriste se i danas. Čekić može biti izrađen od različitih materijala poput željeza, drva ili gume, ovisno o svrsi. U slobodnom zidarstvu simbolizira snagu volje, odlučnost, djelovanje i pokretanje inicijative. S druge strane, dlijeto (sjekač) je izrađeno od kaljenog željeza ili čelika, s različitim oblicima vrhova: šiljastim, zaobljenim, ravnim itd., ovisno o vrsti obrade. Jedan kraj dodiruje materijal koji se oblikuje, dok se drugi kraj udara čekićem – zbog čega dlijeto simbolizira pasivnost i prihvaćanje oblikovanja. Zajedno, ova dva alata predstavljaju dijalog između snage i preciznosti, odnosno između volje i discipline. Čekić oblikuje, a dlijeto dopušta da bude oblikovano – baš kao što slobodni zidar mora uskladiti svoju volju s razumom, a djelovanje sa znanjem. U nekim suvremenim inačicama, ova su dva alata čak spojena u jedan, nalik maloj bušilici ili mehaničkom čekiću, što simbolizira učinkovitost, napredak i jedinstvo duha i materije u procesu stvaranja.
U simbolici slobodnog zidarstva, čekić i dlijeto usko su povezani s pojmom obrađivanja grubog kamena i simboličkim radom učenika – početnika u Redu. Ovi alati predstavljaju prve korake na putu samousavršavanja, gdje se "grubi kamen" (sirova priroda čovjeka) obrađuje kako bi postao obrađeni kamen, spreman za ugradnju u simbolički Hram čovječanstva. Čekić (ili ceremonijalni čekić) je simbol aktivne energije, volje i izvršne snage. Dlijeto predstavlja pasivnu snagu, misaonu pripremu i intelektualnu analizu. Dlijeto ne može djelovati bez čekića – što simbolički znači da misao bez djelovanja ne donosi rezultate. Baš kao što kutnik i šestar simboliziraju materijalno i duhovno, tako čekić i dlijeto odražavaju djelovanje i razmišljanje, snagu i um, inicijativu i promišljenost.
U slobodnozidarskom radu, dlijeto se drži u lijevoj ruci, što označava pasivnost, promišljenost i sposobnost opažanja – stranu koja analizira i procjenjuje gdje je potrebna intervencija. Čekić se drži u desnoj ruci, što simbolizira snagu, djelovanje i realizaciju zamisli. Zajedno, predstavljaju proces unutarnje izgradnje: učenik prepoznaje svoje mane (grubi kamen), promišlja o njima (dlijeto), te ih kroz voljno djelovanje (čekić) obrađuje i usmjerava prema savršenstvu (obrađeni kamen). Osim toga, čekić samostalno ima posebno značenje u slobodnom zidarstvu, jer ga koriste i starješina te oba nadzornika u ceremonijalnom obliku kao znak autoriteta i vodstva. Ova jednostavna, a snažna simbolika pokazuje da je prava snaga slobodnog zidara u ravnoteži između misli i djelovanja, između kontemplacije i stvaranja.
Prema Oswaldu Wirthu, mjollnir, čekić nordijskog boga Thora, jedan je od najranijih primjera korištenja čekića kao simbola snage i reda. U starovisokonjemačkom jeziku, Thor se nazivao Donar, što potječe od protogermanskog izraza Þunraz, što znači "grom". Thor je u nordijskoj mitologiji bio bog groma, munje i rata, a njegova uloga bila je zaštita poretka i borba protiv kaosa. U rimskoj mitologiji njegov pandan bio je Jupiter Tonans (Jupiter Gromovnik), a u keltskoj mitologiji Sucellus, bog povezan s plodnošću, vinom i – također – velikim čekićem. Mnogi bogovi-kovači i graditelji u raznim mitologijama – oni koji stvaraju i razaraju svjetove – koriste čekić kao simbol stvaralačke i razorne moći. On predstavlja alat stvaranja, ali i sredstvo donošenja pravde. Osim toga, oblik čekića u nekim prikazima podsjeća na grčko slovo tau (Τ), koje je i samo simboličan znak povezan s životom, križanjem, obnovom i zaštitom, a u različitim ezoterijskim i duhovnim tradicijama ima duboko značenje.

### Visak i libela
Visak, poznat i kao olovnica, te libela (razulja), alati su koji se koriste za provjeru nagiba površina – visak u odnosu na vertikalu, a libela u odnosu na horizontalu. U simbolici slobodnog zidarstva, ova dva alata čine još jedan par komplementarnih suprotnosti. Visak predstavlja muški princip, snagu koja teži prema dolje, okomitoj liniji, i povezuje se s djelovanjem i stabilnošću. Libela simbolizira ženski princip, ravnotežu, vodoravnost i jednakost među ljudima. Visak se sastoji od zakrivljenog okvira iz kojeg visi olovnica, a koristi se za provjeru je li nešto savršeno uspravno. U slobodnom zidarstvu, povezan je s mlađim nadzornikom. Libela se sastoji od trokuta okrenutog vrhom prema gore, s kojeg također visi olovnica. Iako različitog oblika, njezina svrha je osigurati horizontalnu ravnotežu. Predstavlja starijeg nadzornika, jer simbolizira ravnotežu između vertikale i horizontale, što uključuje i atribute oba principa – djelovanje i promišljenost.
U slobodnozidarskoj gradnji, ove alate simbolično koriste nadzornici lože za ispravno postavljanje obrađenih kamenova – koji predstavljaju duhovno izgrađenog pojedinca. Svaki član lože je kamen u izgradnji simboličnog Hrama čovječanstva. Libela također ima dublje značenje jednakosti: podsjeća da su svi ljudi jednaki pred Bogom i među sobom, bez obzira na porijeklo, status ili vjeru. Visak i libela zajedno upućuju na važnost unutarnje ravnoteže: između misli i djelovanja, osjećaja i razuma, vertikale (duhovnog uzdizanja) i horizontale (zemaljskog života i odnosa s drugima).

### Zidarska žlica
Zidarska žlica ili mistrija simbol je dobrote, tolerancije i bratstva u slobodnom zidarstvu. U građevinskoj praksi koristi se za nanošenje žbuke i prekrivanje nepravilnosti, kako bi zid ili građevina izgledali kao ujedinjena i skladna cjelina. Upravo zbog te funkcije, zidarska žlica u slobodnom zidarstvu simbolizira toleranciju i blagost, jer njezinom primjenom nepravilnosti nestaju, a različitosti se ujedinjuju. Zidarska žlica predstavlja bratstvo i povezanost među slobodnim zidarima – ona je "ljepilo" koje povezuje kamenje hrama, baš kao što bratska ljubav povezuje članove Reda. "Provući zidarsku žlicu" znači zaboraviti uvrede, oprostiti nepravde, potisnuti ogorčenost i razumjeti tuđe pogreške.
U operativnom zidarstvu šegrt je obrađivao grubi materijal koristeći čekić i dlijeto. Nakon toga, kalfe su postavljale pripremljeno kamenje pomoću viska, libele i kutnika. Na kraju, majstor zidar je provjeravao preciznost izvedenog rada i završavao posao, nanoseći žbuku žlicom, koja zauvijek povezuje sve dijelove građevine. Zbog te završne i presudne uloge, zidarska žlica se smatra alatom majstora – onoga koji ne samo da gradi, već i sjedinjuje, pomiruje i povezuje.
U nekim engleskim ložama, trolha je specifično alat novoizabranog starješine (Installed Master), što dodatno naglašava njezinu važnost u simbolici zrelosti, pomirljivosti i vodstva kroz primjer.

### Ravnalo i poluga
Ravnalo je alat koji služi za mjerenje manjih udaljenosti i za crtanje ravnih linija. U slobodnom zidarstvu ono simbolizira točnost, red i proces samousavršavanja. U stupnju učenika, koristi se glatko (neoznačeno) ravnalo, koje simbolizira početni put bez razrađene strukture. Kada s napreduje u stupanj pomoćnika, dobiva ravnalo s podjelama, poznato kao "24-palčano ravnalo". Svaki palac simbolizira jedan sat u danu, čime se potiče na disciplinirano upravljanje vremenom – dijeleći ga između rada, odmora i duhovnog razvoja. Ovaj simbol služi kao podsjetnik na važnost organizacije dana i uravnoteženog života, u kojem ništa ne ostaje prepušteno slučaju.
Poluga je alat koji koristi mehaničku prednost za pomicanje teških predmeta – u simbolici slobodnog zidarstva predstavlja snagu koja se koristi mudro i promišljeno.
Poluga pomaže postaviti kamenje na pravo mjesto – što u prenesenom značenju znači pomoć u usmjeravanju ljudi i ideja prema pravim vrijednostima. Ona ne djeluje silom, već pametnom primjenom zakona fizike, što dodatno naglašava važnost mudrog djelovanja umjesto sirove snage.

## Pregača
Pregača je odjevni predmet koji se veže oko struka i nosi preko odjeće kako bi pružila zaštitu od mrlja, prljavštine ili drugih vanjskih utjecaja. Tradicionalno se izrađuje od platna, no može biti i od kože, plastike ili drugih materijala, ovisno o funkciji i simbolici. U slobodnom zidarstvu, pregača je jedan od najsvetijih i najprepoznatljivijih simbola. Slobodni zidar je dobiva prilikom inicijacije, te postaje obvezan dio odore. Zabranjeno je boraviti u loži bez pregače, jer ona simbolizira rad slobodnog zidara, čestitost i služenje.
Izgled i značenje pregače ovisi od stupnja kojeg slobodni zidar posjeduje, kao i o obredu po kojem loža radi. Izvorno su se pregače izrađivale od životinjske kože, što je predstavljalo povezanost s operativnim zidarstvom. Danas su dozvoljeni i drugi materijali, a oblik pregače može varirati – najčešće je pravokutna, ali ponekad može biti šesterokutna ili polukružna, s trokutastim poklopcem preko gornjeg ruba. U prošlosti pregače nisu bile strogo standardizirane, što je omogućavalo veliku kreativnost i simboličku raznolikost. Mnogi povijesni primjerci smatraju se pravim umjetničkim djelima. Danas, standardizaciju pregača provode velike lože ili druga tijela u skladu s pravilima svakog stupnja i obreda. Primjerice, u Drevnom i prihvaćenom škotskom obredu, postoji posebna pregača za svaki od 30 viših stupnjeva.

## Soba za razmišljanje
Soba za razmišljanje, poznata i kao soba izgubljenih koraka, je mali prostor s jednom prostorijom, čiji su zidovi i strop obojani u crno, a na njima se nalaze simboli i natpisi s misaonim ili filozofskim porukama. Uređenje varira ovisno o loži, no najčešći elementi uključuju pijetla, kosu, pješčani sat, plamen svijeće ili lanterne, kruh, malu posudu s vodom i čaše, kostur ili barem lubanju, sumpor, sol i živu, trake s natpisima, list papira s perom, te jednostavni stol i stolicu. Soba se koristi na početku inicijacije u slobodno zidarstvo, osobito u Škotskom obredu, a njegovo značenje usmjereno je na razmišljanje o smrti, prolaznosti i duhovnom preoblikovanju pojedinca.
Kruh i voda simboliziraju jednostavnost i poniznost. U kršćanskoj tradiciji, post na kruhu i vodi prisutan je kao oblik duhovne čistoće, a često se veže uz preporuke same Majke Božje. Istodobno, oni predstavljaju snagu i osnovnu životnu potporu – ono najmanje, a dovoljno da čovjek preživi. Voda, osim toga, simbolizira život, čistoću i pročišćenje, jer je nezamjenjiva za svaki oblik života.
Sumpor, sol i živa u sobi imaju alkemijsko značenje i upućuju na hermetičke zakone i proces duhovne transmutacije – stvaranja kamena mudrosti, metafore unutarnjeg prosvjetljenja. U toj simbolici, sumpor predstavlja muški princip, živa označava ženski princip, a sol djeluje kao neutralni element koji ih povezuje. U sobi se sumpor i sol često nalaze u staklenim posudama, dok je živa predstavljena simbolički, najčešće kroz lik pijetla – životinje koja simbolizira budnost, zoru i novu spoznaju. Pijetao, koji se često postavlja i na vrhove crkvenih tornjeva, označava volju za djelovanjem i najavu svitanja – svjetlosti nakon tame.
Soba sadrži i simboliku smrti, koja upućuje na kraj profanog života i početak duhovnog puta. Lubanje, kosti, kosa i pješčani sat podsjećaju inicijanta da je život ograničen i krhak, ali i da se rađa ponovno za novu stvarnost – onu slobodnozidarsku. Kostur simbolizira smrtnost i jednakost pred smrću, kosa označava samu Smrt, a pješčani sat mjeri prolazne trenutke, ističući kako vrijeme teče neumoljivo, baš kao i ljudski život. Ovi simboli česti su i u kršćanskoj pogrebnoj umjetnosti, te se mogu pronaći u ukrasima groblja, grobnica i mauzoleja.

## Simboli u hramu
Masonski hram naziv je za zgradu ili fizički prostor u kojem se slobodni zidari okupljaju na rad u loži. Izgled i uređenje ovih hramova mogu znatno varirati, ovisno o obredu koji određena loža prakticira, kulturnom stilu pojedine zemlje ili financijskim mogućnostima njezinih članova. Ipak, postoje određeni elementi koji su zajednički većini hramova i po kojima se lako prepoznaju, među kojima je najvažnija simbolička dekoracija. Iako se estetski mogu razlikovati, ovi ukrasi uvijek nose jednaku simboličku vrijednost.
Kako bi se prikazala povezanost slobodnih zidara s njihovim povijesnim obrtom – zidarskim radom – u unutrašnjosti hrama često se nalaze dva simbolička kamena: grubi kamen i glatki kamen.
Grubi kamen (ili neobrađeni kamen) predstavlja materijal na kojem radi učenik – prvi simbolički stupanj. Uz pomoć osnovnih alata, učenik uklanja oštre rubove i nepravilnosti tog kamena kako bi ga oblikovao u kocku prikladnu za ugradnju u simbolički Hram. Ova radnja simbolizira unutarnji rad na sebi – učenik je sam taj grubi kamen koji treba obraditi kako bi uklonio mane i poroke koji smetaju izgradnji pravednog društva.
Nakon toga, majstor provjerava točnost kocke i predaje je pomoćniku, čiji je zadatak dodatno usavršiti kamen, polirati ga i pripremiti za ugradnju. Tako glatki kamen postaje simbol duhovno i moralno izgrađenog čovjeka – majstora slobodnog zidara, koji je spreman ne samo za služenje u izgradnji Hrama već i za vođenje i podršku mlađim članovima – učenicima i pomoćnicima – na njihovom putu.
U tom kontekstu, cijeli masonski hram simbolizira proces unutarnjeg pročišćenja, učenja i osobnog usavršavanja, a svaki kamen – od grubog do savršeno obrađenog – predstavlja etape ljudskog razvoja prema mudrosti, vrlini i bratstvu.

### Oltar
Oltar u slobodnom zidarstvu predstavlja središnju točku masonskog hrama i simbolizira sveti prostor susreta između čovjeka i božanskog. On nije tek komad namještaja, već duboko simboličan element koji utjelovljuje istinu, savez i duhovnost. Na oltaru se nalazi Knjiga Zakona, zajedno s kutnikom i šestarom, čineći tako tri velika svjetla slobodnog zidarstva. Upravo na tom mjestu slobodni zidar polaže svoje prisege, čime se obvezuje na moralnost, istinu i vjernost svojim dužnostima. Oltar simbolizira duhovni kompas slobodnog zidara – točku iz koje proizlazi svjetlo i prema kojoj je usmjeren njegov rad, misao i život. U svojoj suštini, on je mesto unutarnje tišine, razmišljanja i predanosti višem načelu, te povezuje sve članove lože u zajedničkoj potrazi za istinom.

## Akacija
Akacija je najprepoznatljivija biljka-simbol u slobodnom zidarstvu, osobito među majstorima, koji je koriste kao znak međusobnog prepoznavanja i identiteta. U simboličkom smislu, akacija predstavlja sigurnost, jasnoću, nevinost i duhovnu čistoću.
U prošlosti, posebice među Židovima, akacija se smatrala svetim stablom, a njeno drvo korišteno je čak za izradu hramskog Kovčega Saveza. Zbog tih drevnih svetih asocijacija, akacija je prihvaćena kao jedan od ključnih simbola slobodnog zidarstva. U duhu antičke simbolike, u kojoj su se različite biljke povezivale s vrlinama i duhovnim svojstvima, akacija je postala znak duhovne čistoće i moralne postojanosti.
U slobodnom zidarstvu, akacija ponajprije simbolizira pravu inicijaciju – prijelaz u novi način života, preporod svijesti i uskrsnuće duha za život poslije smrti, odnosno za višu razinu postojanja. Ona stoji kao podsjetnik na vječnost duše i putovanje čovjeka prema svjetlosti, koje započinje upravo činom inicijacije.

## Petokraka zvijezda
Petokraka zvijezda, poznata i kao "zvijezda Istoka" ili "zvijezda inicijacije", ima bogatu simboliku u slobodnom zidarstvu. Za kršćanske slobodne zidare, ona predstavlja Betlehemsku zvijezdu, koja je označila rođenje Isusa Krista. U tom smislu, zvijezda simbolizira savršeno ljudsko biće – čovjeka u punom jedinstvu s Ocem, ostvarenu povezanost čovječanstva i božanskog.
Zvijezde općenito u slobodnom zidarstvu simboliziraju suze ljepote Stvaranja. Gledajući prema noćnom nebu, slobodni zidar pronalazi svoju zvijezdu vodilju, znak duhovnog usmjerenja i unutarnje spoznaje. Petokraka zvijezda simbolizira čovjeka u njegovih pet dimenzija – fizičkoj, emocionalnoj, mentalnoj, intuitivnoj i duhovnoj. Ona prikazuje ostvarenog čovjeka, u jedinstvu s Velikim arhitektom Svemira. To je čovjek raširenih ruku, otvoren svijetu, ali oslobođen strasti, jer je nadvladao svoje nagone i postigao unutarnji sklad.
U masonskim hramovima, nebeski svod često je ukrašen zvijezdama, koje simboliziraju ne samo kozmičku ljepotu, nego i beskonačnost svemira i put spoznaje koji stoji pred čovjekom. Zvijezda je također znak plamtećeg genija – snage nadahnuća koja vodi prema velikim djelima. Istovremeno predstavlja mir, prijateljstvo i bratsku dobrodošlicu.
Zvijezda također ima vezu s pet elemenata koji čine čovjeka kao mikrokozmos: vatrom, zemljom, zrakom, vodom i eterom, pri čemu je eter duhovna supstanca, povezana s najvišom razinom svijesti. Zbog svoje forme i značenja, petokraka zvijezda ima mnoge nazive: pentagram, pentalfa, sjajna zvijezda i dr.
U ezoterijskoj simbolici, petokraka zvijezda se povezuje i s božicom Venerom, zbog njezine osmogodišnje putanje u odnosu na Zemlju, čija orbita crta oblik petokrake. Zbog toga se često smatra i simbolom ženske energije, ljepote i cikličnosti. U svom obliku, zvijezda podsjeća na Vitruvijeva čovjeka Leonarda da Vincija, gdje čovjek stoji raširenih ruku i nogu, kao simbol mjere, sklada i jedinstva čovjeka s univerzumom. U masonskim hramovima, takav svod pun zvijezda podsjeća slobodnog zidara da je dio beskrajnog svemira i božanskog reda koji ga poziva na unutarnji razvoj.

## Delta, svjetleći trokut
Trokut je jedan od temeljnih geometrijskih figura, prisutan u mnogim kulturama kao simbol duhovne i kozmološke važnosti. Ovisno o duljinama stranica i kutovima, trokuti se klasificiraju na različite načine, ali u slobodnom zidarstvu posebno mjesto zauzima jednakostranični svjetleći trokut, poznat kao "delta" ili svjetleći trokut.
U slobodnom zidarstvu, delta ima snažno simboličko značenje. Najčešće je prikazana kao trokut sa svetim simbolom u središtu – to može biti tetragram, odnosno božje ime napisano hebrejskim slovima, ili Oko Providnosti, poznato i kao Svevideće oko, koje simbolizira božanski nadzor, prisutnost i zaštitu nad slobodnim zidarima i njihovim radom.
Osim svoje božanske dimenzije, delta u slobodnom zidarstvu utjelovljuje nekoliko ključnih pojmova:
- Delta simbolizira Presveto Trojstvo, kako ga nalazimo u različitim religijama i filozofijama – u kršćanstvu kao Otac, Sin i Duh Sveti, a u ezoterijskim tumačenjima kao snaga, mudrost i ljepota.
- Trokut također izražava jedinstvo, ravnotežu i duhovno savršenstvo. Njegove tri strane predstavljaju ravnotežu među suprotnostima, harmoniju i duhovnu cjelovitost. Kao figura svjetlosti, on se povezuje s prosvjetljenjem i znanjem.
- Svjetleći trokut ima posebno mjesto u višim stupnjevima slobodnog zidarstva, gdje se koristi u obredima i ceremonijama kao znak duhovne težnje ka višem znanju i moralnoj izvrsnosti. On slobodnim zidarima simbolično osvjetljava put prema unutarnjem razvoju i razumijevanju univerzalnih istina.

U tom smislu, delta nije samo geometrijski znak, već i moćan simbol etičkih i duhovnih vrijednosti koje slobodni zidari teže usvojiti i primjenjivati – mudrost, svjetlost, istinu i ravnotežu.

## Ostali simboli
Šahovski pod, poznato i kao podni mozaik, sastoji se od crnih i bijelih kvadrata, i nalazi se u središtu ili cijeloj površini masonskog hrama. Predstavlja raznolikost svijeta i čovječanstva, kao i jedinstvo različitih rasa i kultura kroz bratstvo slobodnog zidarstva. Također simbolizira sučeljavanje suprotnosti: dobra i zla, duha i tijela, svjetla i tame – suprotnosti koje slobodni zidar uči usklađivati u sebi.
Hram je glavni simbol slobodnog zidarstva, kao ideal duhovne i etičke gradnje. On ne označava samo fizičku građevinu, već i unutarnji hram svakog slobodnog zidara – osobni prostor duhovnog rasta – kao i zajednički hram čovječanstva, koji slobodni zidari grade zajedno, u duhu mira i bratstva.
Tri točke (∴) koje često prate potpis ili znak u slobodnom zidarstvu, tvore trokut i nose višestruka, međusobno povezana značenja: svjetlo, tama i vrijeme; prošlost, sadašnjost i budućnost; mudrost, snaga i ljepota; rođenje, život i smrt; sloboda, jednakost i bratstvo. Trokut kao simbol istodobno izražava trojstvo, ravnotežu i cjelovitost.
Broj devet predstavlja božansko svjetlo, izvor svakog mišljenja, želje i djela. U masoneriji se tumači kao broj koji spaja apsolutno i relativno, apstraktno i konkretno. To je broj Iniciranih i Proroka, onih koji su dosegnuli dublje razine razumijevanja. Broj 9, kao trostruki izraz broja tri, u ritualima ima različita i značajna značenja.
Spiralno stubište simbolizira težak, ali nužan put samousavršavanja pomoćnika. Njegova spiralna forma prikazuje nepravocrtnu narav učenja i razvoja, punu uspona i padova. Kroz upornost i potragu za svjetlom, slobodni zidar doseže vrh stubišta, što označava prosvjetljenje.
Jakovljeve ljestve, prema biblijskom snu proroka Jakova, bile su postavljene na zemlju, dok su anđeli Božji uzlazili i silazili, a Bog stajao na njihovom vrhu. U slobodnom zidarstvu te ljestve simboliziraju vječni ciklus života i smrti, duhovni uspon i pad, te hijerarhije bića i razina postojanja. Tradicija govori o četrnaest stepenica, no u stvarnosti njihov broj simbolizira vrline potrebne za duhovni razvoj. Najvažnije su vjera, nada i ljubav, predstavljene simbolima križa, sidra i kaleža.